# Гуманитарный кризис в Газе

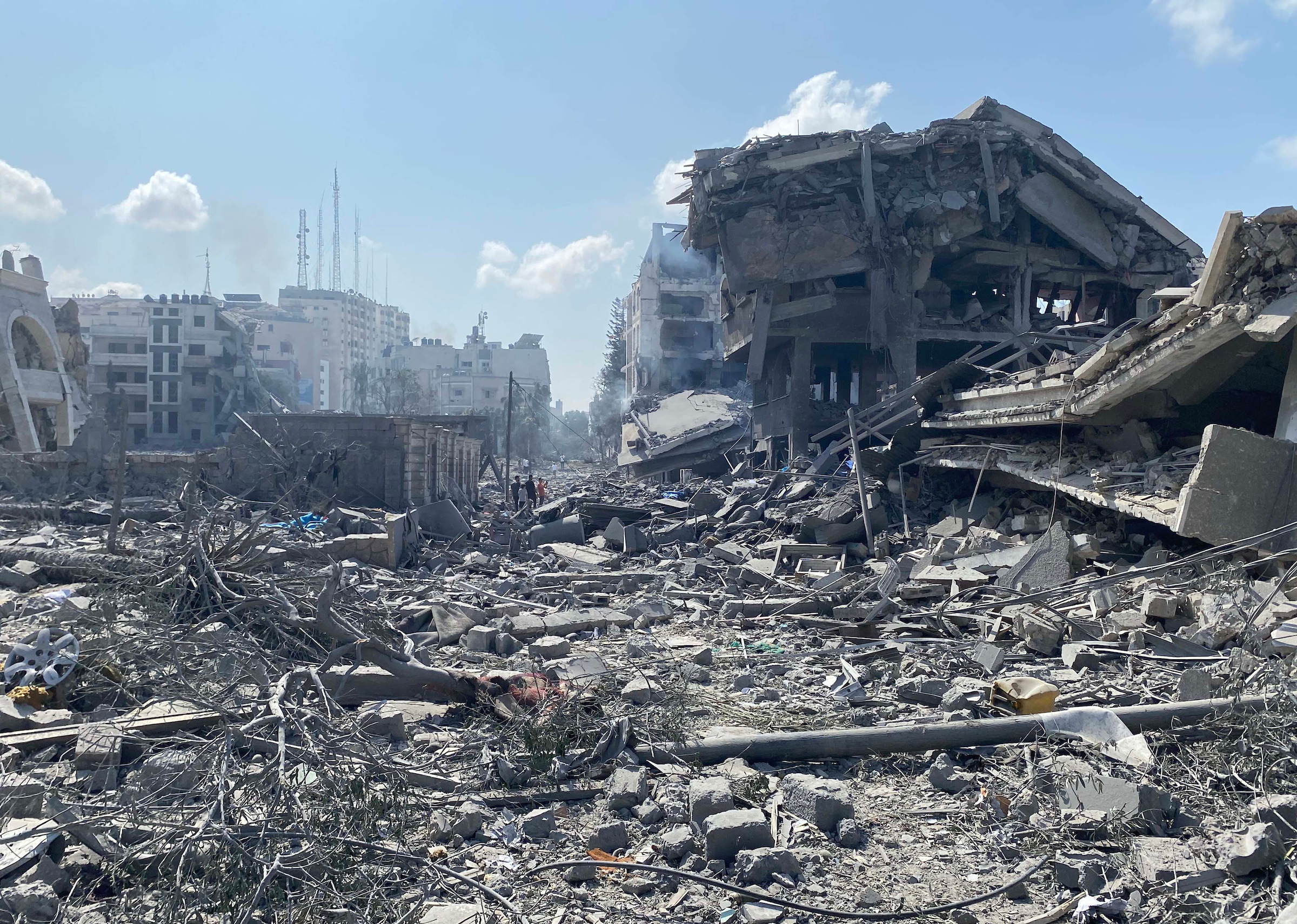
Район Ремаль в городе Газа после израильских авиаударов 9 октября

Гуманитарный кризис в Газе — гуманитарная катастрофа в результате войны в Газе и полной блокады региона, ставшей ответом Израиля на вторжение боевиков ХАМАС 7 октября 2023. Военная операция в секторе Газа привела к острой нехватке топлива, продуктов питания, воды и медикаментов. К февралю 2024 года 80-85 % населения региона были вынуждены покинуть свои дома.
Переселенцы с севера сектора бежали на юг от массовых израильских обстрелов, которые привели к почти полному разрушению инфраструктуры крупнейшего города региона — Газы. Беженцы укрывались во временных лагерях, больницах, школах и переполненных учреждениях БАПОР, которые не могли справиться с наплывом нуждающихся.
К 20 февраля Управление ООН по координации гуманитарных вопросов сообщало, что 2,2 млн из 2,3 млн населения в той или иной степени голодали, из них 378 тысяч находились на последней критической стадии. Домохозяйства во всем регионе имели доступ к 1 литру воды на человека в день при расчётном минимуме для выживания в 3 литра в день. По оценкам БАПОР, около 70 % населения Газы пили солёную и загрязнённую воду.
Гуманитарные организации не могли обеспечить достаточную поддержку из-за ограничений на ввоз гуманитарной помощи, обстрелов конвоев войсками и нападений голодающих. В декабре глава ООН заявил, что Израиль создаёт «огромные препятствия» для распределения помощи.

## Миграция населения
360 тыс домов было разрушено или уничтожено

2.2 млн людей находятся в непосредственном риске голода (из них 378 тысяч на стадии критической нехватки еды)

>1 млн детей нуждаются в психологической и социальной помощи

1,2 тыс. раненых были эвакуированы через переход Рафах 

>8 тыс. раненых всё ещё нуждались в медицинской эвакуации

625 тыс. детей и подростков нуждались в доступе к образованию
13 октября израильские военные предписали жителям Газы эвакуироваться на юг сектора, хотя приказы о массовой эвакуации в большинстве своём противоречат международному праву. По разным оценкам, в декабре-феврале примерно 1,7—1,9 млн жителей сектора были вынуждены покинуть свои дома (около 80—85 % населения региона). Так как к февралю около 60 % всех домов в регионе были разрушены, беженцы укрывались в более 150 разбитых временных лагерях, больницах, школах и переполненных учреждениях БАПОР с крайне плохим доступом к средствам гигиены.
Переселение осложнялось рядом проблем: сообщалось о пожарах, задержках на блокпостах, военных операциях и других трудностях на путях эвакуации. Во время перерывов между обстрелами множество палестинцев пытались вернуться в свои дома на севере, хотя бо́льшая часть города Газа была непригодна для жизни.
Панику и путаницу усложняли изменчивые инструкции и ограниченный доступ к информации. Если в первый месяц основной целью израильских обстрелов был север региона, то в конце ноября военные активизировали атаки на юг, куда ранее рекомендовали эвакуироваться жителям. Так, бежавшим в Хан-Юнис было предписано двигаться на юг в Рафах, откуда однако тоже поступали сообщения о взрывах. ООН опасалась очередной волны перемещений и недостатка необходимой инфраструктуры. Уже к 6 февраля интенсивные бои вокруг Хан-Юниса «согнали» более половины всего населения сектора в Рафах. Для навигации палестинцев и предупреждений израильские военные ввели разделяющую сектор на 600 участков карту, но не все жители имели к ней доступ. Когда во второй половине февраля ЦАХАЛ начал разработку плана по эвакуации населения в преддверии наступления на Рафах, генеральный секретарь ООН заявил, что оно станет «последним гвоздём в гроб» программ помощи.

## Продовольственный кризис

### Голод
К началу декабря все 2,3 миллиона жителей Газы столкнулись с нехваткой еды и чистой воды. К 20 февраля Управление ООН по координации гуманитарных вопросов сообщало, что 2,2 млн в той или иной степени голодали, из них 378 тысяч находились на последней критической стадии. ООН сообщала, что 90 % опрошенных регулярно остаются без еды в течение целого дня. Ситуация была особенно остра на севере Газы, где каждый шестой ребёнок в возрасте до 2 лет, прошедший в январе обследование в приютах и медицинских центрах, оказался остро или критически истощён (до начала израильских атак — только 0,8 %). Также от острого недоедания на севере Газы страдал каждый шестой в возрасте 6—23 лет, против 5 % в Рафахе, где был легче доступ к гуманитарной помощи. Однако даже на юге драки за еду и попрошайничество стали обычным делом, а некоторые семьи были вынуждены поедать сорняки и корма для животных.
В декабре 2024 года ВОЗ выпустила доклад, предупредив, что «смертельное сочетание голода и болезней» приведёт к увеличению смертности в секторе Газа. Так, недоедание значимо увеличивает риск детской смертности при диареи, пневмонии и кори.

### Гуманитарные поставки

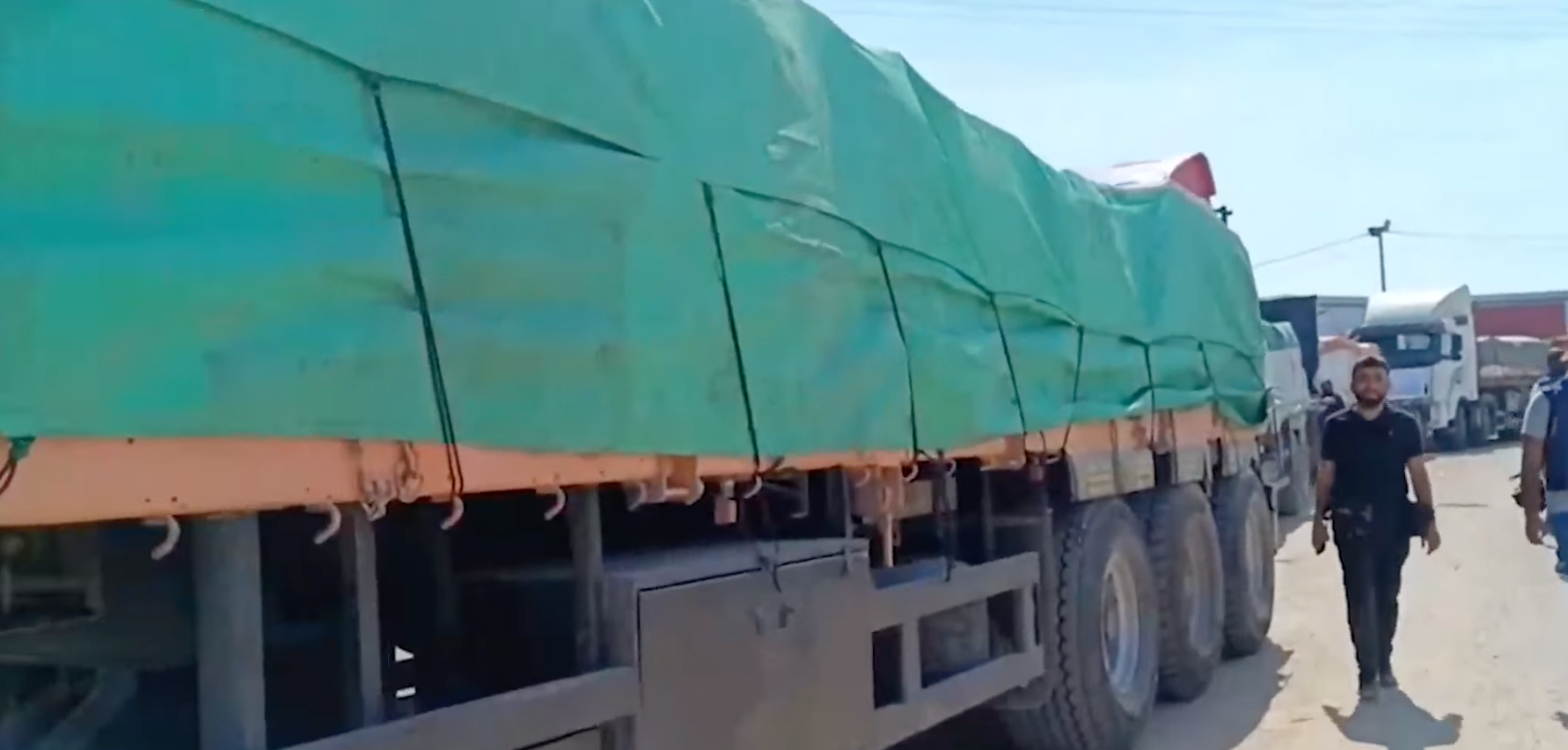
Грузовики с гуманитарной помощью ждут переправы из Египта в сектор Газа

9 октября министр обороны Израиля объявил «полную блокаду» Газы, включая запрет на ввоз продуктов питания. Через десять дней под давлением ООН и мировых лидеров израильские власти пообещали не препятствовать ввозу гуманитарной помощи из Египта, если это будут «только еда, вода и лекарства» для гражданского населения на юге. Так как бо́льшая часть сельскохозяйственных угодий, теплиц и предприятий по производству продуктов питания, включая пекарни, была уничтожена израильскими бомбардировками, жители сектора Газа полностью зависят от поступающей помощи.
В первые полтора месяца войны ежедневное число въезжающих грузовиков колебалось на уровне 43—55 машин, чего было недостаточно для удовлетворения потребностей населения. И в октябре—ноябре представители ООН неоднократно настаивали на открытии Керем-Шалома — контрольно-пропускного пункта на границе Египта, Израиля и Газы. За неделю временного перемирия в конце ноября ситуация с поставками грузов улучшилась, и каждый день в сектор въезжало 173 грузовиков. Но с возобновлением обстрелов в декабре это число сократилось до 79, несмотря на то, что Израиль одобрил доставку помощи через Керем-Шалом.
Работа гуманитарных организаций осложнялась военными действиями и отказами в доступе: из запланированных 77 операций в первые полтора месяца 2024 года на севере региона были осуществлены целиком или частично только 15. В декабре глава ООН заявил, что Израиль при проведении военных операций создаёт «огромные препятствия» для распределения помощи.
Британские, американские и европейские официальные лица в январе 2023 года неоднократно требовали от Израиля разрешить массовый транзит гуманитарной помощи через порт в Ашдоде. Под давлением израильские власти согласились сделать исключение для ввоза муки. Однако после публикации Израилем материалов о причастности сотрудников БАПОР к вторжению 7 октября израильский министр финансов издал директиву не передавать партии продовольствия агентству, которое является основным координатором помощи в Газе.
Управление ООН по координации гуманитарных вопросов подсчитало, что в первые две недели февраля в сектор ежедневно въезжало в среднем только 62 грузовика, тогда как Израиль обязался обеспечить пропуск 200 грузовиков в день (для удовлетворения основных потребностей жителей необходимо минимум 500). Сообщалось о неоднократных обстрелах конвоев с продовольствием. Например, 5 февраля израильские силы обстреляли конвой ООН с продовольствием в центре Газы, а потом заблокировали движение грузовиков в северную часть региона.
Въезжающие конвои часто не удавалось доставить без помощи полиции — на них нападали вооружённые группировки, их перехватывали толпы голодающих. Распределение помощи осложняют продолжающиеся боевые действия, разрушенные дороги, преступники-спекулянты и другие проблемы. 20 февраля Всемирная продовольственная программа ООН объявила, что приостанавливает поставки продовольственной помощи в северную часть Газы, пока не будут созданы условия для безопасной доставки продуктов.

## Доступ к воде и санитария

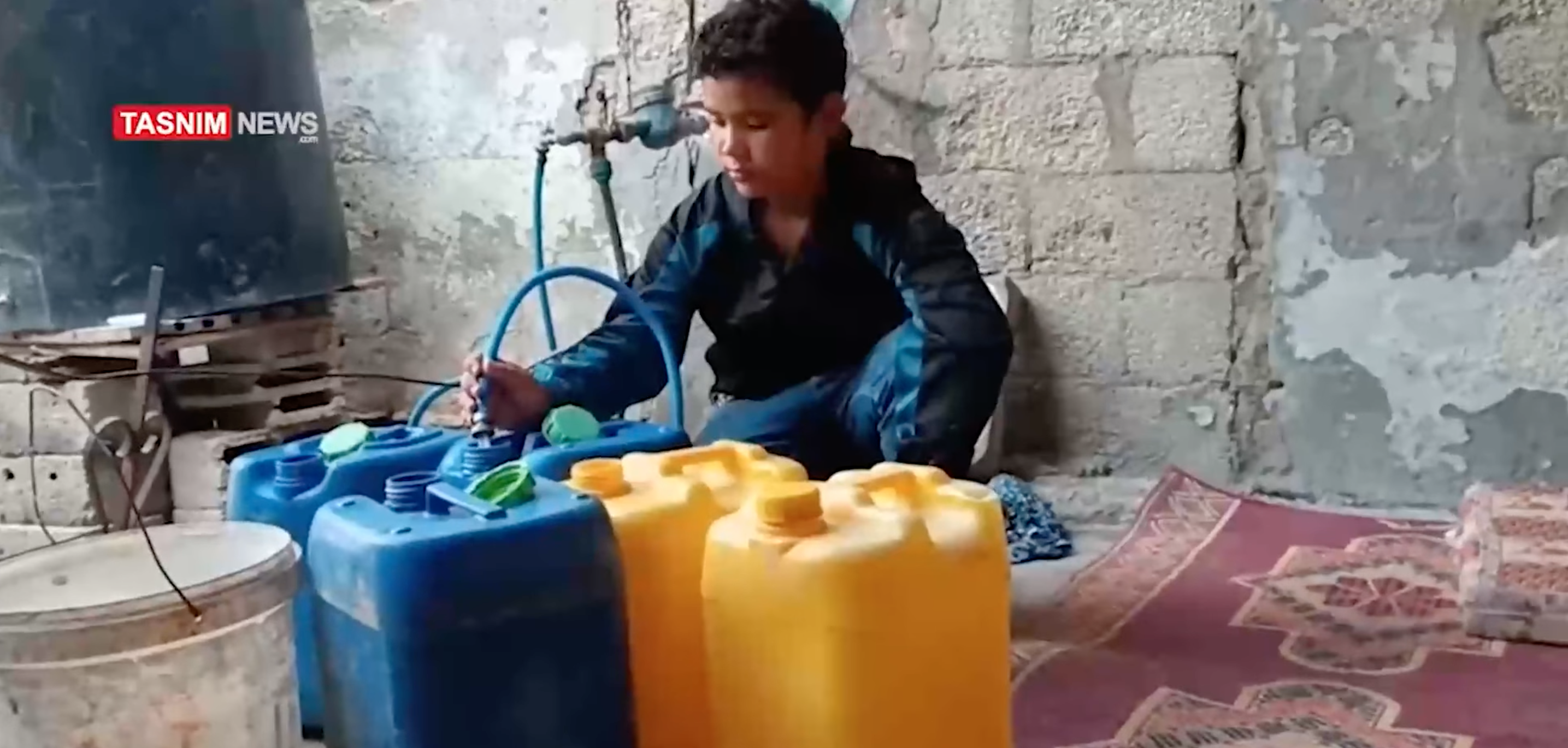
Мальчик наполняет канистры из водопровода, 29 октября 2023 года

### Питьевая вода
Вскоре после начала атак Израиль прекратил подачу воды в сектор Газа, в ответ ООН назвала доступ к воде «вопросом жизни и смерти» для жителей региона. Уже 17 октября Палестинское управление водоснабжения сообщало, что обеспеченность водой в секторе Газа находится на уровне 5 % от нормального (ежедневная потребность региона оценивалась в 33 млн литров). Даже в регионах с колодцами и очистительными сооружениями сократилась добыча воды из-за перебоев с электричеством и нехватки топлива.
К 17 ноября количество воды, доступной людям в секторе Газа, оценивалось Oxfam в 17 % от доблокадного уровня. БАПОР сообщило, что около 70 % населения Газы пьет солёную и загрязнённую воду. Ко второй половине февраля домохозяйства во всём регионе имели доступ в среднем к менее чем одному литру безопасной и чистой воды на человека в день, при расчётном минимуме 3 литра в день для выживания.
К началу 2024 года в северных округах практически не было доступа к чистой воде — единственный действующий водопровод из Израиля работал на 47 % мощности; израильские удары уничтожили основные водохранилища города Газа — Аль-Балад и Аль-Римал; опреснительная установка на севере Газы прекратила работу в октябре 2023 года; все очистные сооружения и 83 % скважин подземных вод в секторе не работали. При этом в конце января израильские военные подтвердили план затопить подземные туннели под сектором, общая длина которых достигает, по заявлениям ХАМАС, 300—500 км. Военные утверждали, что места были подобраны так, чтобы операция не повредила грунтовым водам, но ряд экспертов предупреждали о возможном разрушительном эффекте. 11 февраля власти города Газы сообщили, что на подземные воды негативное влияние также могут оказать более 700 миллионов литров сточных вод, вытекших на улицы города.

### Гигиена
Во второй половине декабря представители ООН и ВОЗ предупреждали: система водоснабжения и санитарии Газы находятся на грани коллапса, что грозит вспышкой заболеваний. Вдобавок, на территории всего сектора не вывозили твёрдые отходы, и их скопление грозило ростом заболеваний, передающихся воздушно-капельным путём, насекомыми и крысами. Так, 19 января мэр Газы оценивал скопившиеся отходы в 50 тысяч тонн. Опасения вызывали и необнаруженные тела, которые разлагаются под обломками, и белый фосфор из зажигательных снарядов, который загрязняет почвы и воздух.
Перемещение населения ухудшает ситуацию с гигиеной. В некоторых наиболее перенаселенных лагерях на юге мог быть один туалет на 600 беженцев, а проточная вода практически отсутствовала.

## Топливный кризис
В октябре Израиль объявил, что не допустит ввоз топлива в сектор. Власти опасались, что ХАМАС может использовать топливо для запуска ракет или для производства электроэнергии в своих туннелях. БАПОР напоминал, что топливо необходимо для работы больниц и водоочистительных сооружений. Например, очевидцы сообщали, что в больнице Камаль Адван на севере Газы врачи были вынуждены проводить операции с помощью фонарика мобильного телефона. Управление ООН по гуманитарным вопросам предупреждало, что нехватка топлива может замедлить или остановить доставку помощи переселенцам.
Однако полная блокировка на ввоз топлива продолжалась более месяца — первые бензовозы были допущены в Газу через Рафах только 15 ноября. При этом на февраль 2024 года Израиль ограничивал ежедневный ввоз топлива на уровне 189 тысяч литров, хотя до 7 октября в Газу ежедневно поступало в среднем около 374 000 литров дизельного топлива через Израиль и Египет (не считая топлива для электростанции Газы). Нехватка топлива также нарушила сбор твердых отходов.

## Доступ к медицинской помощи

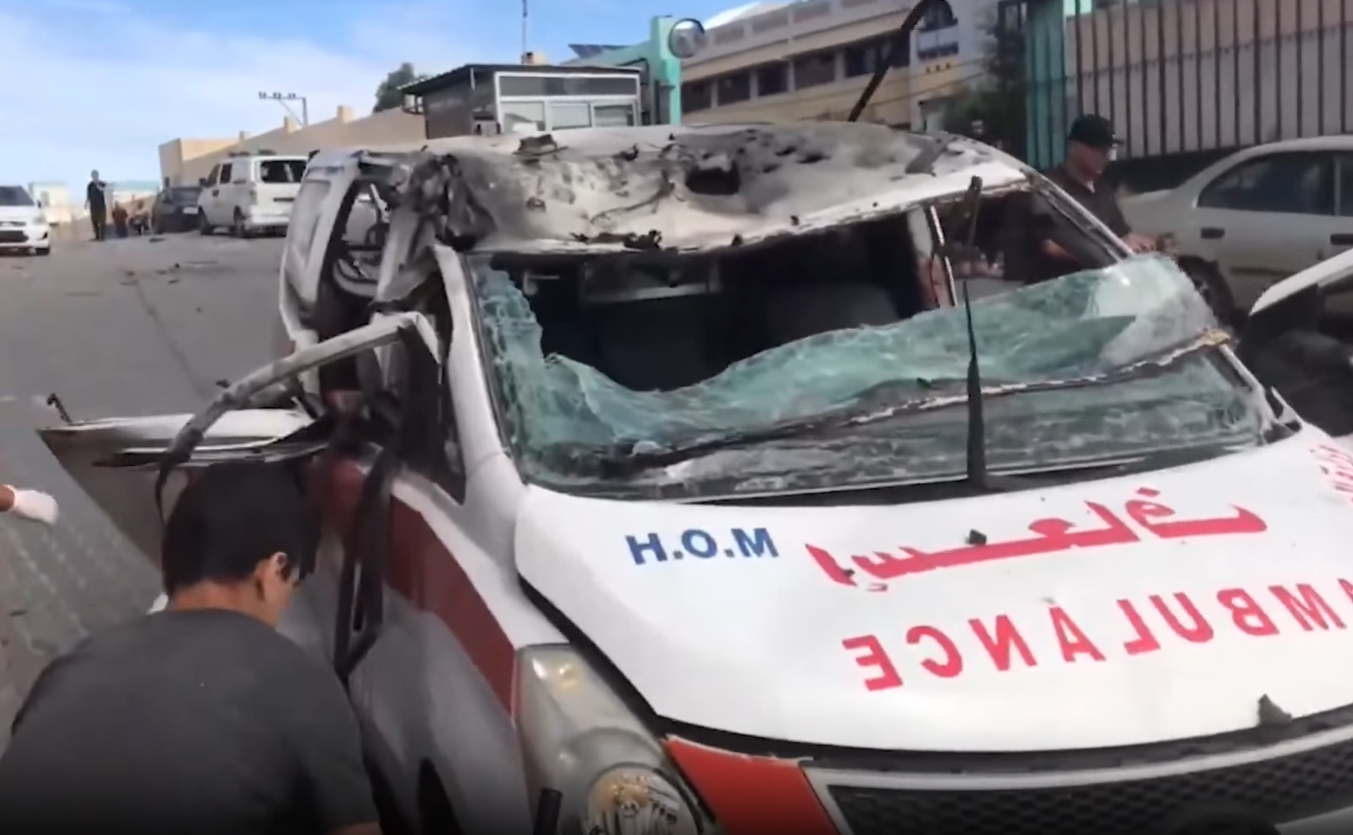
Повреждённая машина скорой помощи Палестинского общества Красного Полумесяца в Хан-Юнисе, 7 октября 2023 года

### Работа медицинских учреждений
Здравоохранение сектора Газы деградировало с начала конфликта — на 21 февраля 2024 года ВОЗ сообщала о 12 частично работающих стационарных больницах из 36, а также 3 полевых госпиталях. Дополнительно БАПОР подтвердило, что работают только 7 из 23 медцентров. С 7 октября в секторе Газа организация насчитала 370 атак на медицинские учреждения. В феврале глава здравоохранения ООН назвал Газу «зоной смерти», описав ситуацию с медициной как «бесчеловечную». ВОЗ опасалась, что больше палестинцев умрут от болезней, чем от бомбардировок, и призывала обеспечить безопасность системы здравоохранения Газы. Уже в начале 2024 года представители «Врачей без границ» заявляли, что «в Газе больше нет системы здравоохранения».
Неоднократно сообщалось о погибших во время авиаударов медработниках, издевательствах над членом Палестинского общества Красного Полумесяца в конвое ВОЗ. По данным министерства информации Газы, к 25 января погибли около 337 медицинских работников и арестованы ещё 99.
Ряд больниц оказались в израильской осаде или получил приказ об эвакуации. Израиль заявляет, что искореняет деятельность ХАМАС в медицинских центрах, которые, по словам ЦАХАЛ, используются для военных операций. В разное время обстрелам и рейдам подверглись Центр диагностического лечения рака англиканской больницы Аль-Ахли, здание Больницы турецко-палестинской дружбы для больных раком, больницы Аль-Хелоу, Аль-Шифа, Камаль Адван и Индонезийская больница, а также Аль-Амаль в Хан-Юнисе и ряд других. Это привело к росту жертв среди больных: если способные передвигаться пациенты бежали, то эвакуация младенцев, нуждающихся в инкубаторах, и тяжёлобольных осложнялась. Многие из них погибли из-за перебоев с электричеством и остановки аппаратов вентиляции лёгких. Например, в середине ноября врачи в Аль-Шифа заявили о смерти 20 из 30 пациентов в отделении интенсивной терапии. Также с начала конфликта больницы сталкиваются с кризисом поставок топлива и медикаментов, и врачи вынуждены выбирать, кто из нуждающихся получит лечение.
В середине февраля ЦАХАЛ совершил рейд на больницу Нассер, где якобы задержал «сотни» боевиков ХАМАС. Местные врачи и Министерство здравоохранения Газы отрицали связь с террористами, указывая на тяжёлое положение больных и издевательства над персоналом со стороны израильских военных. Приток вынужденных переселенцев, мигрирующих в Рафах, и другие города на юге, привел к переполнению оставшихся больницах юга.

### Доступ к медикаментам
ООН отметила серьёзную нехватку лекарств от неинфекционных заболеваний и обезболивающих, препаратов крови, лабораторных реагентов и оборудования. По заявлениям местных жителей и активистов, через месяц с начала военных действий в секторе стали недоступны к препараты от астмы, диабета, гипертонии и болезней сердца, эпилепсии и болезни Паркинсона; не хватало антибиотиков и средств для лечения онкологий. Очереди в работающие аптеки могли достигать сотен человек. Врачи сообщали, что им приходилось проводить ампутации и операции на головном мозге без анестезии, использовать для обработки ран уксус. ООН в феврале сообщила, что ежедневно в среднем 180 женщин рожают без анестезии и без хирургического вмешательства, когда оно необходимо.
18 января сообщалось, что в рамках первой с ноября сделки Израиля и ХАМАС заложникам и палестинцам, включая жителей Газы, будет отправлено 1000 коробок с лекарствами. 26 февраля Красный Полумесяц приостановил на двое суток операции в регионе из-за жёстокого обращения к персоналу со стороны израильских военнослужащих.

### Распространение заболеваний
Министерство здравоохранения Газы неоднократно предупреждало, что скопление большого количества перемещённых лиц, ущерб медицинской инфраструктуре, разрушения систем водоснабжения и канализации, холодная погода «увеличили распространение респираторных, кожных и других инфекционных заболеваний», включая гепатит А. Только за первый месяц с начала войны в Газе случаи диареи среди детей до 5 лет увеличились более чем в 16 раз от среднемесячных показателей 2022 года (33,5 тысяч против 2 тысяч). В середине декабря ООН подсчитала, что около 90 % детей в возрасте до пяти лет страдали одним или несколькими инфекционными заболеваниями.
К январю ВОЗ сообщал о 245 858 случаях острых респираторных инфекций, 161 285 случаях диареи, 6 625 случаях ветряной оспы и 7 737 случаях желтухи. Также было подтверждено 24 случая гепатита А, врачи подозревали, что случаи желтухи могли достигать тысячей. Уже в середине февраля ООН отчитывалась о более 300 тысячах респираторных заболеваний, более 200 тысячах случаев острой водянистой диареи (половина — дети до 5 лет). Врачи сообщили, что из-за нехватки пресной воды и иода раны пациентов часто были заражены личинками, медсестры не могли обеспечить своим пациентам достаточные санитарные условия, промыть раны или сменить больничные простыни.

## Реакция

### Международные неправительственные организации
Согласно четвёртой Женевской конвенции, Израиль обязан обеспечить гражданское население Газы продуктами питания и медикаментами. Ряд международных неправительственных организаций призывал Израиль соблюдать обязательства:
- «Врачи без границ» выступили с требованием немедленного и устойчивого прекращения огня в секторе Газа, защиты медицинских учреждений, персонала и пациентов[86].
- Amnesty International призывала лидеров ЕС действовать на фоне тревожных признаков геноцида в секторе Газа[87].
- Красный крест осудил конфликт в Газе как «моральный провал» международного сообщества и призвал Израиль и ХАМАС заключить перемирие[88].
- Оксфам высказало опасения за жизни и будущее жителей Газы[89].
- CARE USA, Корпус милосердия, Норвежский совет по делам беженцев[англ.], Oxfam, Refugees International[англ.] и Save the Children признавали, что не могут предоставить адекватную помощь в Газе без немедленного и полного прекращения огня и осады. Они призвали президента США Джо Байдена перестать блокировать резолюции ООН с призывами к перемирию[90].
- Международная организация инвалидов, Врачи мира[англ.], Альянс детей войны, Христианская помощь и ряд других организаций призвали прекратить передачу оружия и запчастей Израилю и палестинским вооруженным группировкам, назвав кризис «беспрецедентно острым и масштабным»[91].
- Human Rights Watch обвинила правительство Израиля в том, что оно использует голод как инструмент войны, что является военным преступлением. Организация считала, что Израиль не выполнил январское постановление Верховного суда ООН об обеспечении помощи жителям Газы, сославшись на 30-процентное снижение среднесуточного количества грузовиков с гуманитарной помощью в начале февраля[92][93].

Ряд израильских неправительственных организаций, включая Бецелем и Bimkom, призвали к прекращению огня, обеспечению поставок гуманитарной помощи и привлечению к ответственности виновных за нарушения гуманитарного права в Газе. Кроме того, открытые письма с призывами о вмешательстве и помощи гражданскому населению опубликовали минимум 77 организаций гражданского общества Австралии, 66 межконфессиональных и неправительственных организаций США и 200 гражданских объединений Канады.

### Резолюции
В октябре Совет Безопасности ООН четырежды безуспешно пытался принять резолюцию по палестино-израильскому конфликту из-за разногласий членов с правом вето. 26 октября Генеральная ассамблея ООН приняла резолюцию, призывающую к «немедленному постоянному и устойчивому гуманитарному прекращению огня» в секторе Газа, «ведущему к прекращению боевых действий».. За внесённый Иорданией документ проголосовало 120 стран, 45 воздержались, 14 — высказались против (включая США и Израиль). Документ стал первой консидированной реакциейООН на события, хотя, в отличие от резолюций Совета Безопасности ООН, не имел обязательной силы.
В конце 2023 года Совет Безопасности ООН принял две резолюции по сектору Газа, при этом ближайший США как ближайший союзник Израиля воздержались от голосования по обеим. Первую резолюцию Совет Безопасности принял через шесть недель после начала войны, она призывала к «срочным продлённым гуманитарным паузам». 22 декабря Совбез одобрил смягчённую резолюцию, призывающую немедленно ускорить доставку помощи голодающим, но без первоначального призыва к «срочному прекращению боевых действий» между Израилем и ХАМАС. Ряд международных агентств по оказанию помощи раскритиковали второй документ как «недостаточный» и «бессмысленный».
В начале марта США заблокировали заявление Совета Безопасности ООН с обвинением Израиля в обстреле конвоя с гуманитарной помощью в секторе Газа, при котором погибли по меньшей мере 112 палестинцев и ещё 760 получили ранения.

### Заявления
Вскоре после начала конфликта генеральный секретарь ООН Антониу Гутерриш призывал Израиль пересмотреть приказ об эвакуации из-за потенциальных гуманитарных проблем и опасности для населения. В конце месяца он заявил, что число погибших мирных жителей «совершенно неприемлемо», призвав стороны соблюдать гуманитарное право. В последующие месяцы он предупреждал, что «Газа становится кладбищем для детей»; что «катастрофа усугубляется с каждым днём».
В начале ноября ряд экспертов ООН выступил с заявлением об угрозе геноцида в секторе Газа. Они признали израильский авиаудар по жилому комплексу в лагере беженцев Джебалия «грубым нарушением международного права — и военным преступлением».
Верховный комиссар ООН по правам человека Фолькер Тюрк в декабре назвал ситуацию в Газе «апокалиптической». Представители БАПОР соглашались, что «Газа стремительно превращается в ад на земле и находится на грани полного коллапса». Представители УКГВ ООН в январе опасались, что количество смертей будет расти в геометрической прогрессии из-за условий, которые «буквально невероятны».
17 ноября Всемирная продовольственная программа предупредила о «непосредственной возможности» голода, подчеркнув, что запасы еды и воды практически отсутствуют. В начале декабря она опубликовала оценку продовольственной безопасности Газы, в которой назвала гуманитарный кризис «беспощадным». Одновременно прокурор Международного уголовного суда напомнил, что умышленное ограничение гуманитарной помощи может представлять собой военное преступление согласно Римскому статуту МУС.
В середине декабря Управление Верховного комиссара ООН по правам человека отметило «множество тревожных сообщений» о массовых задержаниях, жестоком обращении и насильственных исчезновениях. Отчёт отмечал, что указания Израиля гражданским лицам переселиться на юг не освобождают власти от их обязательств в рамках международного гуманитарного права.
5 января заместитель Генерального секретаря ООН по гуманитарным вопросам назвал Газу «местом смерти и отчаяния», которое «просто стало непригодным для проживания», а население «стало свидетелем ежедневные угрозы самому их существованию — пока мир наблюдает за этим». Некоторые исследователи и правозащитники сравнивали разрушения в Газе с «доубийством» — отдельным видом преступления по международному праву, при котором систематическое разрушение инфраструктуры направлено на страдание людей. ЮНИСЕФ, ВПП и ВОЗ настаивали на обеспечении безопасного, беспрепятственного и постоянного доступа для срочной доставки гуманитарной помощи по всему сектору Газа, который мог «стать свидетелем резкого роста предотвратимой детской смертности».

## Комментарии
1. ↑  Согласно гуманитарным стандартам, минимальное количество воды, необходимое в чрезвычайной ситуации, составляет 15 литров в день на человека, включая воду для питья, мытья и приготовления пищи